# Sandro Laina
Sandro Laina Soares (Nova Iguaçu, 21 de março de 1981) é um esportista paraolímpico brasileiro, dirigente esportivo e analista de sistemas. É ala e atual capitão da seleção brasileira de futebol de cinco e do CEIBC, time do Instituto Benjamin Constant.

## Conquistas pela seleção brasileira
- Bicampeão Paraolímpico (Atenas, Grécia — 2004 e Pequim, China — 2008)
- Tricampeão mundial — Copa IBSA — International Blind Sports Federation (Buenos Aires, Argentina — 2004, São Paulo, Brasil — 2006 e Hereford, Inglaterra — 2010[1][2][3])
- Campeão Parapan-Americano (Rio de Janeiro, Brasil — 2007)
- Campeão do torneio de futebol de cegos do III Jogos Mundiais da IBSA (São Paulo, Brasil — 2007);
- Pentacampeão Americano (Assunção, Paraguai — 1997, Paulínia, Brasil — 2003, Bogotá, Colômbia — 2003, Rio de Janeiro, Brasil — 2007, Buenos Aires, Argentina — 2009;
- Campeão Desafio Internacional de Futebol de 5 Loterias Caixa (Rio de Janeiro, Brasil — 2010)[4][5]
- Vice-campeão da Copa IBSA (Seul, Coreia do Sul — 2002)

## Conquistas pelo CEIBC
- Bicampeão do Campeonato Brasileiro (Campina Grande/PB — 2007 e Rio de Janeiro/RJ — 2008);
- Campeão da Copa do Brasil (2000)
- Bicampeão Regional (Volta Redonda/RJ — 2003 e Rio de Janeiro/RJ — 2006);
- Campeão do Torneio de Macaé (1999)
- Vice-campeão do Campeonato Brasileiro (Ilha Solteira/SP — 2009)
- Terceiro lugar no Campeonato Brasileiro (Rio de Janeiro/RJ — 2003);
- Quarto lugar no Campeonato Brasileiro (São Paulo/SP — 2006);

## Atividades político-esportivas
- Fundador e presidente da FECERJ (Federação de Esporte para Cegos do Estado do Rio de Janeiro);[6]
- Um dos fundadores e atual presidente da CBDDEV (Confederação Brasileira de Desporto de Deficientes Visuais)
- Membro do conselho de atletas do CPB (Comitê Paralímpico Brasileiro);[7][8]
- Foi coordenador de jovens da antiga UBC (União Brasileira de Cegos), atual ONCB (Organização Nacional de Cegos do Brasil);
- Participação na apresentação do projeto paraolímpico do Rio 2016 ao COI[9]

## Atividades como analista de sistemas
Bacharel em Sistemas de Informação, estagiou no projeto Dosvox. Atualmente é funcionário do Ministério Público do Estado do Rio de Janeiro, onde exerce atividades relacionadas a acessibilidade e ao desenvolvimento de sistemas web.

## Homenagens
- Medalha Comendador Soares, maior comenda da cidade de Nova Iguaçu[10]
- Placa comemorativa do Ministério Público do Estado do Rio de Janeiro pela conquista da medalha de ouro nas Paraolimpíadas de Pequim.[11]